# Фокін Ігор Петрович
Ігор Петрович Фокін (нар. 6 грудня 1965, Свердловськ, УРСР) — радянський та український футболіст і тренер, захисник та півзахисник.

## Кар'єра гравця

### Ранні роки
Народився в Свердловську, вихованець місцевого «Шахтаря», перші тренери — М. Крамаренко та Ю. Доровський. У 1983—1984 році на аматорському рівні виступав за дорослу команду свердловського «Шахтаря». У 1985 році перейшов до головної команди Луганщини, друголігової «Зорі». У футболці луганчан в союзній першості зіграв 30 матчів. Також у складі луганців дебютував у кубку СРСР, 24 червня 1985 року в програному (1:2) домашньому поєдинку 1/64 фіналу проти нікопольського «Колоса». Ігор вийшов на поле в стартовому складі та відіграв увесь матч. У 1987 році перейшов до складу друголігового ірпінського «Динамо» (наступного року команда переїхала до Білої Церкви). В складі «динамівців» зіграв 66 матчів (2 голи) у чемпіонаті СРСР. По ходу сезону 1988 року перейшов першолігової сімферопольської «Таврії», де зіграв 19 матчів.

### Повернення до «Зорі»
У 1989 році знову став гравцем ворошиловградської (а згодом — луганської) «Зорі». Сезон 1987 року ворошиловградський колектив завершив 16-м, а наступного року знову вибув до другої ліги, де став четвертим за підсумками сезону 1988 року. Саме в другому дивізіоні й розпочав виступати Фокін.
В сезоні 1990 року «Зоря» виступала в західній групі буферної зони чемпіонату СРСР. Підсилена досвідченими гравцями, «Зоря» в підсумку стала лише сьомою. Наступного року команда, очолювана відомим у минулому ворошиловградським футболістом Анатолієм Куксовим, зайняла друге місце, що означало повернення до першої ліги чемпіонату СРСР.
16 лютого 1992 року відбувся перший офіційний матч в новітній історії луганців. У 1/32 розіграшу Кубку України «Зоря» зустрілася з очаківським «Маяком» і перемогла 3:1. Голи забивали Тимерлан Гусейнов, Володимир Фурсов та Олександр Севідов. Взяв у ньоме участь і Фокін, відігравши увесь поєдинок. Першим матчем луганської «Зорі» в [Чемпіонат України з футболу[|чемпіонатах України]] стала виїзна зустріч з дніпропетровським «Дніпром», яка завершилася перемогою господарів з рахунком 2:0. Усі 90 хвилин з капітанською пов'язкою в тому поєдинку відіграв й Ігор Фокін. Дебютним голом у «вишці» Ігор відзначився 16 квітня 1992 року на 69-й хвилині переможного (4:0) домашнього поєдинку 9-го туру підгрупи 2 проти івано-франківського «Прикарпаття». Сам же футболіст вийшов у стартовому складі та відіграв увесь матч. Загалом в своїй (другій) підгрупі «Зоря» стала сьомою з десяти команд. Протягом наступних двох сезонів луганці боролися за виживання, а Фокін був ключовим гравцем команди.

### «Кривбас» та запорізькі клуби
Напередодні початку сезону 1994/95 років перейшов до складу іншого представника Вищої ліги, криворізького «Кривбасу». Дебютував у футболці криворіжців 5 серпня 1994 року в нічийному (0:0) домашньому поєдинку 5-го туру Вищої ліги проти донецького «Шахтаря». Фокін вийшов у стартовому складі, а на 46-й хвилині його замінив Геннадій Приходько. Єдиним голом у складі «кривбасівців» відзначився 27 вересня 1994 року на 81-й хвилині переможного (4:0) виїзного поєдинку 1/16 фіналу кубку України проти запорізького «Віктора». Ігор вийшов у стартовом складі та відіграв увесь матч. У команді виступав до завершення сезону, за цей час у чемпіонаті України зіграв 29 матчів, ще 3 поєдинки (1 гол) провів у кубку України.
А вже наступний сезон розпочав у футболці запорізького «Металурга». Дебютував у футболці запорожців 25 липня 1995 року в переможному (3:2) домашньому поєдинку 1-о туру Вищої ліги проти «Миколаєва». Фокін вийшов на поле в стартовому складі та відіграв увесь матч. А 27 вересня 1995 року на 71-ій хвилині переможного (2:1) домашнього поєдинку 12-о туру Вищої ліги проти івано-франківського «Прикарпаття». Гравець вийшов на поле в стартовому складі та відіграв увесь матч. У п'ятому чемпіонаті «Металург» зайняв рекордне для себе 5-е місце. В шостому чемпіонаті у вищому дивізіоні відбулося скорочення команд з 18 до 16 клубів. Набраний в попередній першості темп запорожцям зберегти не вдалося. За підсумками чемпіонату команда посіла лише 8 місце, набравши 41 очко. У зимове міжсезоння сьомого чемпіонату команду зі скандалом покинув квартет молодих гравців у складі Якова Кріпака, Андрія Каряки, Сергія Ільченка й Олексія Олійника, які перейшли в київський ЦСКА. Залишив команду й Ігор Фокін. За час, який він провів у «Металурзі», в чемпіонаті України зіграв 64 матчі та відзначився 1 голом, ще 9 поєдинків провів у кубку України. Проте на відміну від своїх колишніх партнерів по команді залишився в Запоріжжі, але підписав контракт з іншою місцевою вищоліговою командою, «Торпедо». Дебютував у футболці «торпедівців» 9 березня 1998 року в програному (0:1) домашньому поєдинку 1/8 фіналу кубку України проти полтавської «Ворскли». Фокін вийшов на поле в стартовому складі, а на 46-й хвилині його замінив Микола Ліпинський. У вишці дебютував у складі «Торпедо» 17 березня 1998 року, в переможному (1:0) виїзному поєдинку 16-о туру проти своєї колишньої команди, запорізького «Металурга». Ігор вийшов у стартовому складі та відіграв увесь матч. А тим часом фінансова ситуація в клубі погіршувалася, через що «Торпедо», посівши останнє місце у Вищій лізі, вилетів до Першої ліги. Тим не менше Ігор залишився в команді й першу частину сезону 1998/99 років відіграв у Першій лізі, а коли ситуація в команді продовжувала погіршуватися під час зимового трансферного вікна вирішив попрощатися з «Торпедо». За цей час у складі клубу в чемпіонатах України зіграв 23 матчі, ще 5 поєдинків провів у кубку України

### «Сталь» та «Авангард»
У 1999 році перейшов до першолігової алчевської «Сталі». Дебютував у футболці алчевського клубу 5 квітня 1999 року в програному (1:2) виїзному поєдинку 21-о туру проти охтирського «Нафтовика». Фокін вийшов у стартовому складі та відіграв увесь матч. Єдиним голом у футболці «сталеварів» відзначився 6 серпня 1999 року на 48-ій хвилині переможного (4:1) домашнього поєдинку 3-о туру проти житомирського «Полісся». Ігор вийшов у стартовому складі та відіграв увесь матч. В сезоні 1999/00 років алчевці вперше в своїй історії завоювали срібні медалі Першої ліги та отримали можливість наступного сезону дебютувати у Вищій лізі. Проте у Вищій лізі місця для Фокіна не знайшлося, тому він був переведений до «Сталі-2», яка виступала в другій лізі, але й там не став основним гравцем, зігравши у 2-х матчах чемпіонату. Ще 1 поєдинок за другу команду «сталеварів» провів у кубку України. Під час зимової перерви залишив алчевський колектив. Протягом свого перебування в «Сталі» в першій лізі чемпіонату України зіграв 37 матчів та відзначився 1 голом.
У 2001 році перейшов до складу друголігового «Авангарду» (Ровеньки). Дебютував у складі команди з Ровеньків 25 березня 2001 року в переможному (1:0) виїзному поєдинку 16-о туру групи В проти дружківського «Машинобудівника». Фокін вийшов на поле в стартовому складі та відіграв увесь матч. До 2003 року продовжував виступати в «Авангарді» (згодом — «Авангард-Інтер»), за цей час у другій лізі зіграв 69 матчів, ще 1 матч провів у кубку України.

## Тренерська діяльність
У 2004 році Ігор Фокін завершив професіональну кар'єру й перейшов до аматорського клубу «Агата» (Луганськ). Того року зіграв 23 матчі в чемпіонаті та 5 поєдинків у кубку. З 2005 року став граючим тренером луганської команди, зіграв 6 матчів у чемпіонаті та 1 — у кубку. З 2006 році сконцентрувався на тренерській діяльності й до 2007 року працював головним тренером «Агати». З 4 березня 2008 року по 2011 рік працював тренерому у луганській «Зорі» та головним тренером дублюючого складу луганців. З 2011 року сконцентрувався на тренерській роботі в першій команді «Зорі».

## Стиль гри
|  | Запам'ятався універсалізмом, чіткістю й акуратністю в обороні. Майстер дивовижних підкатів, здавалося, діє досить просто, проте пройти його було неймовірно важко. Володів потужним ударом. Не раз після виконання ним штрафного удару воротар опинявся поза справами. |

## Досягнення
- Чемпіонат УРСР
  -  Чемпіон (1): 1986

- Перша ліга чемпіонату України
  -  Срібний призер (1): 1999/00